# Ebersheim
Ebersheim je občina v departmaju Bas-Rhin francoske regije Alzacija.
Leta 1990 je v občini živelo 1 675 oseb oz. 123 oseb/km².